# Xylota segnis
Espèce
Xylota segnis est une espèce d'insectes diptères brachycères de la famille des syrphidés, de la sous-famille des éristalinés.